# Christian Dedet
Pour les articles homonymes, voir Dedet.
 (septembre 2017).
Si vous disposez d'ouvrages ou d'articles de référence ou si vous connaissez des sites web de qualité traitant du thème abordé ici, merci de compléter l'article en donnant les références utiles à sa vérifiabilité et en les liant à la section « Notes et références ».
Christian Dedet, né le 12 septembre 1936 à Cournonterral (Hérault) en Languedoc, est un médecin et écrivain français.
Il est notamment l’auteur de La Mémoire du fleuve, prix des Libraires 1985, récit qui s'adresse aux amoureux de l’Afrique. 

## Biographie
Christian Dedet est issu par ses ascendants paternels d’une famille de hobereaux languedociens, viticulteurs dont les premiers actes notariés, à Cournonterral (Hérault), remontent à 1589 et 1649 ; du côté de sa grand-mère paternelle, Rose Dessalles, à Montagnac (Hérault). Sa mère, Suzanne Causse-Daudé, orpheline à l’âge de 6 ans, élevée par une grand-mère et chez les dames de Saint-Maur, était l’héritière d’une maison de commerce fondée sous le Second-Empire, dans l’Hérault, qui disparaît à la fin des années 1920.
Il naît le 12 septembre 1936, au château de Cournonterral, où se passe son enfance (et où naîtront également ses deux frères : en 1941 et en 1946). À la fin du second conflit mondial, son père ayant créé dans le Gard une des premières entreprises d’expertise comptable, il fait ses études secondaires au lycée Jean-Baptiste-Dumas, d’Alès (Gard) ; cursus assorti de plusieurs séjours linguistiques à l’Istituto ecclesiastico Maria immacolata, via del Mascherone, à Rome (Italie).  Pendant l’été 1955, avec quelques camarades, il parcourt sac au dos la Grèce continentale, le Liban, la Syrie et l’Égypte : voyage initiatique à la suite de quoi il commence ses études universitaires à la Faculté de Médecine de Montpellier.
Au cours de ces études, il publie ses premiers écrits littéraires, sous le regard amical du grand écrivain Joseph Delteil, et, toujours à Montpellier, anime la revue littéraire Les Cahiers de la Licorne, créée par l’écrivain et charpentier hollandais Henk Breuker, fixé dans le Midi, Francis Catel, les poètes Jean Joubert et F.-J. Temple. Il séjourne plusieurs fois en Espagne et s’initie à la tauromachie.
Appelé sous les drapeaux en 1963 comme médecin-aspirant, il voit son service réduit à 18 mois par la fin de la guerre d'Algérie. Une fois libéré, pour répondre à sa double vocation de médecin et d’écrivain, il choisit d’exercer la médecine thermale à Châtel-Guyon, ville d’eaux réputée d’Auvergne, ce qui lui permettra de se consacrer à l’écriture, à Paris, dans son appartement d’Auteuil, pendant les sept mois où l’on n’exerce pas. Cet arrangement se poursuivra pendant 33 ans.  

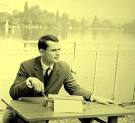
Christian Dedet en ???.

Il s’est marié le 21 octobre 1967 avec Paule Garrigue, artiste catalane (céramiste, peintre-illustrateur), spécialiste des avant-gardes russes. Ils ont une fille, Joséphine Dedet (Sciences-Po Paris, journaliste et écrivain).

## Œuvre
Au fil du temps vont s’individualiser plusieurs époques, sujets de préoccupations, et même modes de vie.

### Récits d’inspiration hispanique ou tauromachique
Christian Dedet a vingt ans quand, remarqué par Luc Estang pour le compte des éditions du Seuil, il publie son premier roman : Le Plus Grand des taureaux, qui connaît le succès et retient l’attention du jury Goncourt. Nouveaux récits d’inspiration hispanique, en 1965, avec La Fuite en Espagne, auxquels s’ajouteront plus tard Passion tauromachique et Aÿ Sevilla ! La tauromachie, passion de jeunesse, fera souvent situer l’auteur à ses débuts sous le signe de Montherlant ; le roman Le Métier d’amant, quant à lui, tenant moins du mythe de Don Juan que de L’Homme couvert de femmes, de Pierre Drieu La Rochelle.

### Romans aux marges de l’époque
Toujours au Seuil paraît en 1967 le roman L’Exil, marqué par le récent drame algérien, livre très remarqué lui aussi par la critique ; puis, à La Table ronde, le roman La Casse : une traversée ironique et désinvolte des événements de Mai 68 ; enfin, autre roman, chez Julliard, en 1973 : Le Soleil pour la soif, qui se situe dans le cadre de la coopération et des premières années de l’Algérie indépendante. Ce livre, sélectionné parmi les favoris du prix Goncourt, bénéficie d’une importante presse.

### Chroniqueur et critique littéraire
De ses débuts en 1961 aux années 1980, la passion de la lecture et de la découverte conduit Christian Dedet à publier, parallèlement à ses propres romans, près de 300 articles : chroniques, pages ou articles de critique littéraire dans les principaux organes de presse. Notamment les hebdomadaires Arts, Le Figaro littéraire, Les Nouvelles littéraires (où il signe plusieurs fois la une) et des textes ou études dans des revues comme La Table ronde, La Nouvelle Revue française, La Revue de Paris, La Revue des Deux Mondes, L'Herne. Dans la seule revue du personnalisme chrétien Esprit, dont il est membre du comité littéraire, 150 études ou notes de lecture, de 1965 à 1982.
Il collabore également sur des sujets d’actualité aux quotidiens Le Figaro (les livres du monde arabo-islamique), Le Monde (envoyé spécial en Afrique), et surtout à Combat d’Henri Smadja (nombreux articles d’humeur à la Une), puis au Quotidien de Paris (pages lettres) de Philippe Tesson.

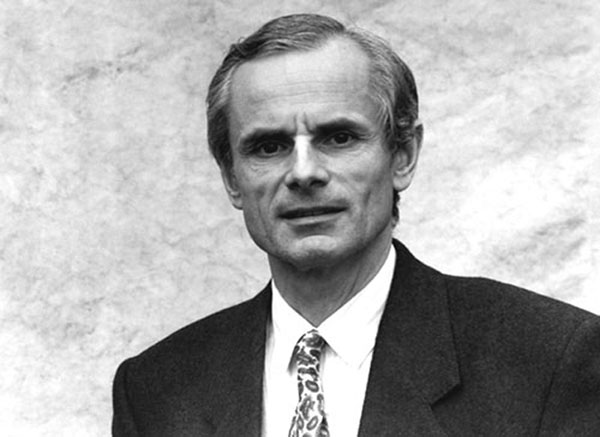
Christian Dedet vers 1990.

### L’Afrique. Grands espaces et appel de l’aventure
À partir des années 80, au journalisme littéraire se substitue le goût de l’Afrique et de l’aventure. Il en résulte un récit “vrai” : La Mémoire du fleuve, que lance (et qui lance) la jeune maison d’éditions Phébus. Cette histoire d’une famille de myénés orungo du Gabon, des débuts de la colonisation aux indépendances et, à travers elle, la fabuleuse destinée du métis Michonet, témoin de toutes les ambiguïtés de l’Afrique, est un des grands succès de presse et de librairie des années 84 et 85 (Prix des Libraires, Apostrophes). Paraîtront ensuite, chez Flammarion, dans la même veine narrative et anthropologique inspirée de l’Afrique : Ce violent désir d’Afrique et Au royaume d’Abomey.

Selon le critique Pol Vandromme : 

« Dans l’œuvre foisonnante de Christian Dedet, l’Afrique occupe une place prépondérante. C’est cette matière élaborée, soumise à l’attention miséricordieuse d’un médecin et au regard ardent d’un poète. »

### Les romans « vrais »
Combinant épisodes oubliés et aventures humaines exceptionnelles, nouveau best-seller avec Le Secret du Dr. Bougrat (un médecin marseillais condamné à tort pour homicide, évadé du bagne de Cayenne et devenu médecin des pauvres au Venezuela), 1986 ; puis une biographie romancée d’Émile Bertin, ingénieur du Génie maritime français, créateur de la marine japonaise à l’époque Meiji : Les Fleurs d’acier du mikado, en 1991. Émile Bertin, un de ces “oubliés” qui ont changé la face du monde. Le livre est qualifié de « chef-d’œuvre » par Raphaël Sorin.

### Autobiographie, journal intime et littéraire
À partir de  2005, Christian Dedet revient à la littérature pure et se tourne vers ses souvenirs. Plusieurs jeunes revues lui demandent d’évoquer les grands écrivains qu’il a connus : Céline, Montherlant, Delteil, Jouhandeau, Cailleux, Vialatte, le groupe des « hussards », etc.
Commence la publication de son Journal, chez son ami de jeunesse Max Chaleil (Les Éditions de Paris), à ce jour 3 volumes, qui couvrent la Ve République du général de Gaulle : Sacrée jeunesse (Journal 1 : 1958-1962), L’Abondance et le Rêve (Journal 2 : 1963-1966), Nous étions trop heureux (Journal 3 : 1967-1970). 
Par ailleurs, ses 33 saisons de médecin thermal lui ont inspiré Histoire d’eaux, livre « absolument délicieux » selon Michel Mourlet (Radio-Courtoisie), document sur les aspects pittoresques et socio-culturels du monde thermal.

### Inédits, souvenirs
Plusieurs romans, récits ou textes restent pour diverses raisons à ce jour inédits, notamment Le Tumulte des vendanges, roman d’un retour aux origines et aux crises du Midi viticole. La Vie dissolue de Claude Alexandre : essai biographique sur cette pionnière de la photographie érotique, amie de longue date de l’auteur, dans le mouvement des idées et des mœurs de l’après-68 à la fin des années 1990. 

## Publications

### Œuvres

#### Romans & récits
- Le Plus Grand des taureaux, roman, Seuil, 1960 ; Cahiers du Minotaure (édition illustrée par Édouard Maston), 1978 ; Les éditions de Paris, 1998.
- Le Métier d’amant, roman,  Seuil, 1962.
- La Fuite en Espagne, récits, Seuil, 1965 ; Édition Séguier (illustrée de 40 aquarelles originales par le peintre Yves Brayer), 1988 ; La Fuite en Espagne et autres textes tauromachiques, Les éditions de Paris, 2002.
- L'Exil, roman, Seuil, 1967
- La Casse, roman, La Table ronde, 1973
- Le Soleil pour la soif, roman, Julliard, 1978
- La Mémoire du fleuve, récit, Phébus, 1984 ; France-Loisirs, 1986 ; Le Livre de Poche, 1986 ; Succès du livre, 1993 ; Maxi-Livres, 1994 ; Libretto, depuis 1998
- Passion tauromachique, essais, Éditions Clancier-Guénaud, 1986
- Le Secret du Dr. Bougrat, récit, Phébus, 1988 ; Pocket, 1990 ; Libretto, 2000
- Les Fleurs d'acier du mikado, récit, Flammarion, 1993
- Ce violent désir d’Afrique, récit, Flammarion, 1995 ; France-Loisirs, 1996 ; Éditions de Montbel, 2013
- Au royaume d’Abomey, récit, Actes Sud, 2000
- Histoire d’eaux, récit, Éditions du Rocher, 2006 ; De Borée poche, 2015

#### Journaux
- Sacrée jeunesse, journal tome 1, Les Éditions de Paris, 2003
- L'abondance et le rêve: Journal 1963-1966, journal, Les Éditions de Paris, 2014
- Carnets de Guyane, En descendant le Maroni, journal, Transboréal, 2019
- Nous étions trop heureux: Journal 1967-1970, journal, Les Éditions de Paris, 2021

### Direction de dossiers, ouvrages collectifs, préfaces

#### Direction
- Avec Roland Cailleux, collection « Ivoire, Mercure de France, 1985
- Montherlant aujourd’hui, vu par 15 écrivains et hommes de théâtre, Les éditions de Paris-Max Chaleil, 2012
- Dossier François Sentein,  revue Livr’Arbitres, 2013

#### Contributions
- Voyages sans frontières,  Sélection du Reader’s Digest, en France : 1966
- Cahiers de l’Herne, Céline 1,  1963
- Cahiers Élie Faure n° 2 ( étude sur La Sainte face)
- D’un Céline l’autre, édition établie par David Alliot, coll. « Bouquins »

#### Préfaces
- Éclats de cristal, de Caroline Riegel, récit, Phébus, 2013
- Chroniques des années 30, de Pierre Drieu La Rochelle, Les éditions de Paris-Max Chaleil, 2016

## Prix littéraires, distinctions
- Prix André-Barré de l’Académie française pour La Fuite en Espagne en 1966.
- Prix Maillé-Latour-Landry de l’Académie française pour L’Exil en 1968.
- Prix du roman d’aventure au Festival du film d’Aventure vécue de La Plagne,
- Prix des voyages Jumbo 1985.
- Prix des Libraires 1985, pour La Mémoire du fleuve.
- Prix Louis-Castex de l’Académie française pour Au royaume d’Abomey en 2000.
- Prix François-Sommer, de la Fondation de la Chasse et de la Nature, 1995 pour Ce violent désir d’Afrique.
- Médaille d’histoire de la médecine (Faculté de Montpellier).
- Médaille de la ville de Nîmes.

### Presse et réception de l’œuvre